# 1827 en philosophie
Chronologie de la philosophie
- 1823
- 1824
- 1825
- 1826
- 1827
- 1828
- 1829
- 1830
- 1831

L’année 1827 a été marquée, en philosophie, par les événements suivants :

## Publications
- Deuxième édition de l'ouvrage Encyclopédie des sciences philosophiques, de Hegel.

## Naissances
- 2 novembre : Paul de Lagarde, philosophe allemand, mort en 1891.

## Décès
- 4 août : Johann Christoph Hoffbauer, philosophe allemand (° 19 mai 1766).